# Handlinie

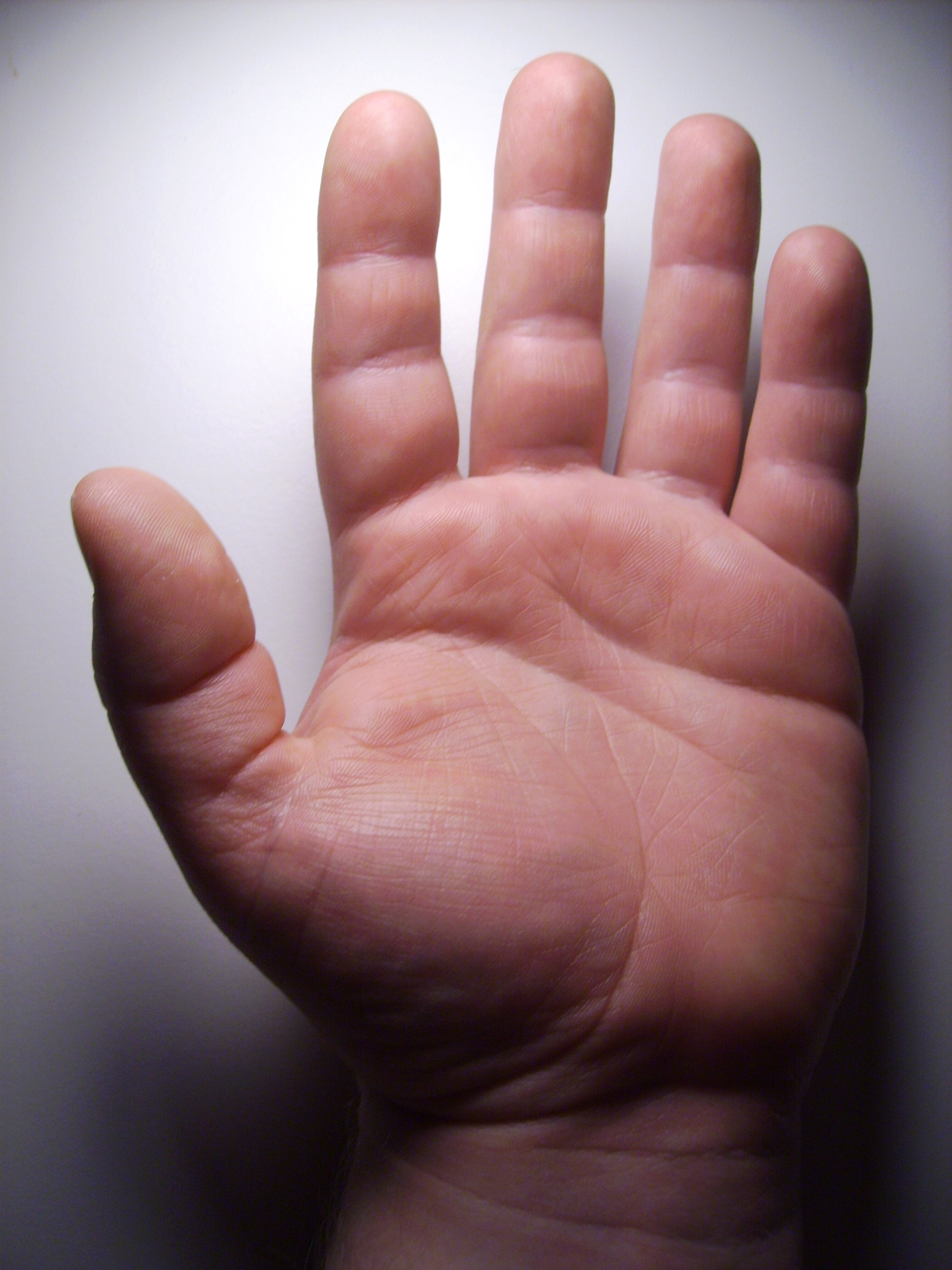
Handfurchen bei einem Erwachsenen

Eine Handlinie (auch: Handfurche) ist eine gröbere Furche der Handfläche. Sie ist eine angeborene, dauernd vorhandene Bildungsfurche, die bereits im Fötusstadium entsteht und sich im Laufe des Lebens kaum verändert.

## Anatomie
Die menschliche Hand sowie der distale (körperferne) Unterarm weisen charakteristische Furchen auf, die genetisch vorbestimmt und daher von der Gelenkfunktion unabhängig angelegt sind.

### Distaler Unterarm
Am distalen Unterarm finden sich folgende Beugefurchen:
- Linea carpi palmaris proximalis
- Linea restricta (Restricta)
- Linea carpi palmaris distalis (Rascetta)

### Hohlhand
Für die Hohlhand wird die Anatomie bzgl. Furchen folgendermaßen unterschieden:
- Linea vitalis (Thenarfurche): Trennt den Daumenballen vom Kleinfingerwulst
- Linea stomachica (Mittelfurche): Läuft von der Handwurzel zum Mittelfinger
- Linea cephalica (proximale Hohlhandfurche): Verläuft quer zur Längsachse der Finger vom Zeigefinger bis zum Kleinfingerballen, ohne dabei die Handkante zu erreichen
- Linea mensalis (distale Hohlhandfurche): Verläuft quer zur Längsachse der Finger vom Kleinfinger bis zwischen Zeige- und Mittelfinger

### Finger
Für die Finger wird die Anatomie bzgl. Furchen folgendermaßen unterschieden:
- Proximale Fingerbeugefurche (Grundgliedfurche)
- Mittlere Fingerbeugefurche (Mittelgelenkfurche): Fehlt am Daumen
- Distale Fingerbeugefurche (Endgelenkfurche)

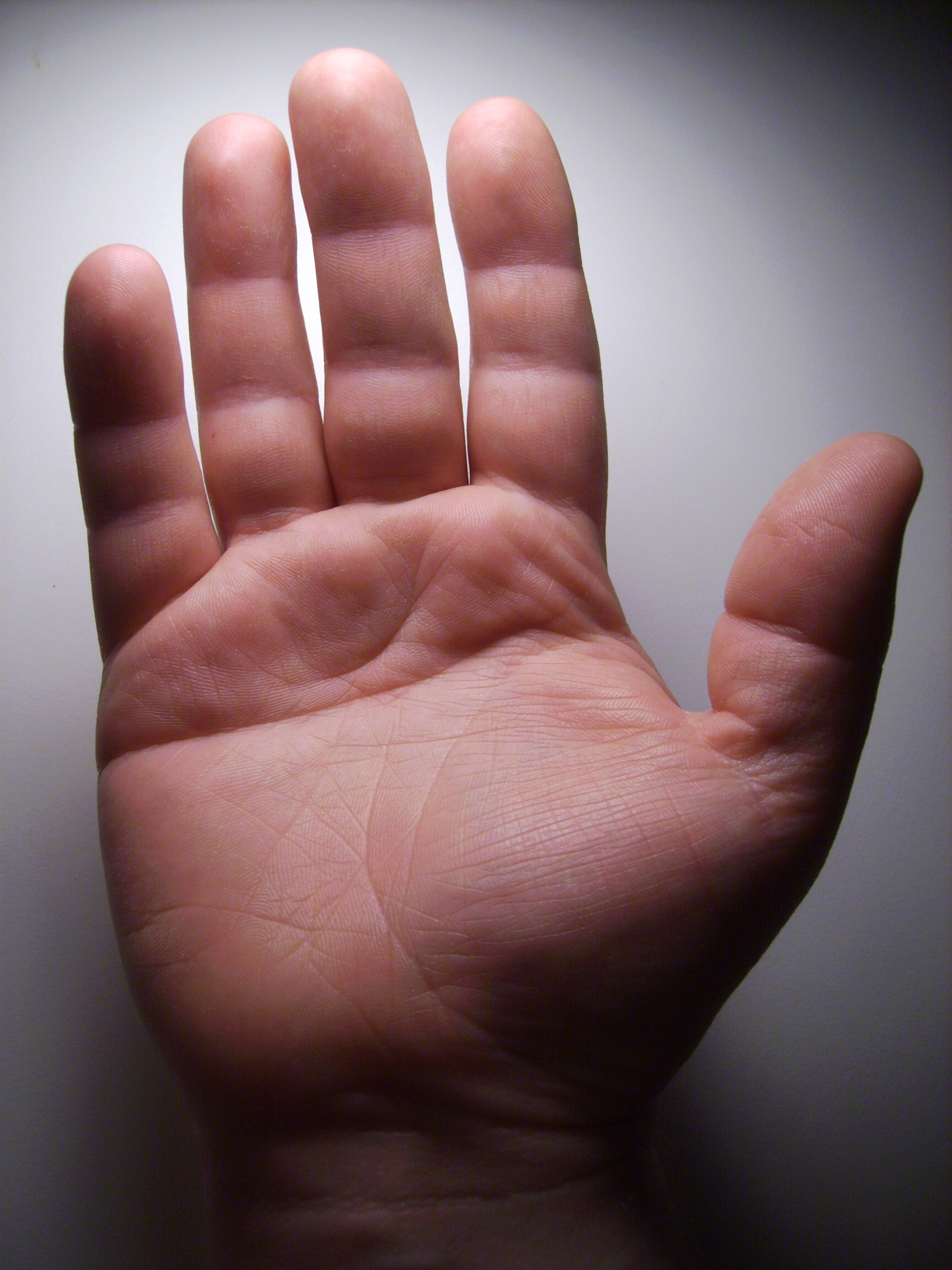
Vierfingerfurche beim Menschen

## Vierfingerfurche
Eine Vierfingerfurche bezeichnet eine durchgehende Beugefurche in der Hohlhand, die senkrecht zu den Fingerachsen verläuft und von Klein- bis Zeigefinger reicht. Sie wird aus der Linea cephalica und der Linea mensalis gebildet.

## Handlesen

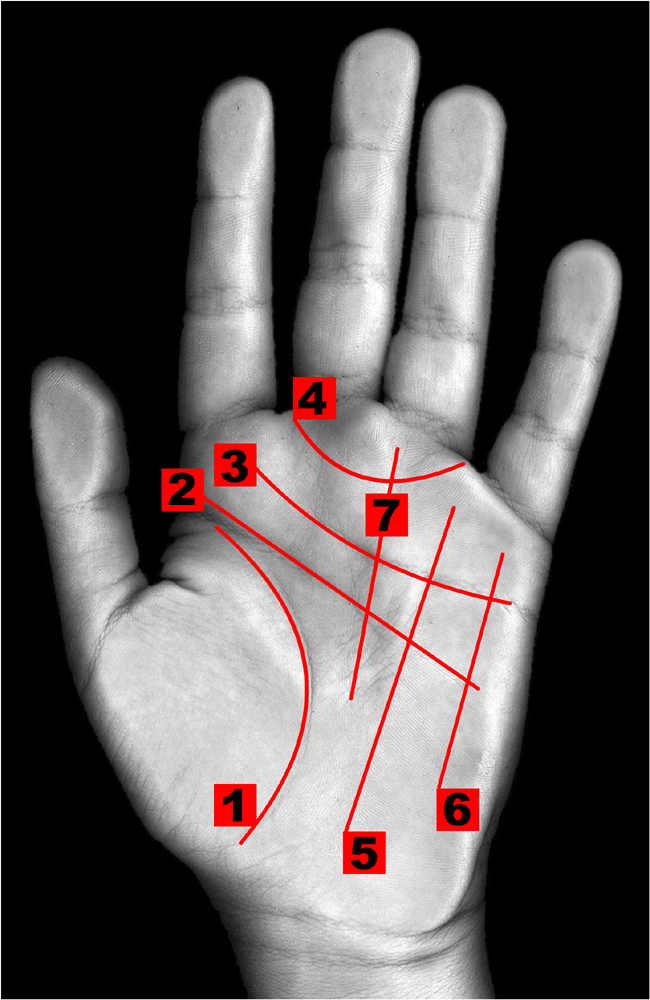
Handlinien

In der wissenschaftlichen Literatur wird das Handlesen weitgehend als Pseudowissenschaft angesehen. Die Anhänger der Chirologie glauben anhand der Form der Linien die Veranlagung und das Schicksal eines Menschen erkennen zu können. Insbesondere in der Renaissance erfreute sich die Chiromantie großer Beliebtheit. Das sehr umfangreiche und damals vielgelesenes Werk Chiromancia von 1596 schrieb der Bernburger Arzt Johannes Rothmann. Ab der Neuzeit wurde das Handlesen jedoch vorwiegend auf Jahrmärkten praktiziert. Die beschriebenen Handlinien umfassen die folgenden Haupt- und Nebenlinien. Die Interpretation basiert dabei auf keinem wissenschaftlichen Hintergrund.

### Lebenslinie
Die Lebenslinie (Nummer 1 im Bild) beginnt zwischen Daumen und Zeigefinger und verläuft in einem Bogen Richtung Handgelenk. Handleser beurteilen mit ihr die Lebendigkeit einer Person.

### Kopflinie
Die Kopflinie (Nummer 2 im Bild) beginnt zwischen Daumen und Zeigefinger und verläuft quer über die Hand. Sie soll für intellektuelle Begabungen, wie Lernfähigkeit, Gedächtnis und Begabung, zuständig sein.

### Herzlinie
Die Herzlinie (Nummer 3 im Bild) befindet sich über der Kopflinie und verläuft ihr entgegensetzt. Sie beginnt an der Handkante und endet unterhalb des Mittel- oder Zeigefingers. Sie soll für spirituelles Denken und Gefühle stehen.

### Venuslinie
Die Venuslinie (Nummer 4 im Bild), auch als Venusring bekannt, zieht sich in einem Bogen zwischen Zeigefinger und Ringfinger und soll Einblicke in Partnerschaften, Ehen und das Sexleben geben.

### Sonnenlinie
Die Sonnenlinie (Nummer 5 im Bild) verläuft in Richtung des Handgelenks und hat ihren Beginn zwischen dem Ringfinger und dem kleinen Finger. Der Besitz dieser Linie wird als ein Zeichen des Glücks gedeutet und soll für Erfolg, Glück, Anziehungskraft, Wärme und Beliebtheit stehen.

### Merkurlinie
Die Merkurlinie (Nummer 6 im Bild) verläuft aus dem Handteller zum kleinen Finger. Sie soll Aufschluss über die intellektuelle Gewandtheit eines Menschen sowie über seine Fähigkeit zur Einsicht geben.

### Schicksalslinie
Die Schicksalslinie (Nummer 7 im Bild) beginnt an der Handwurzel und verläuft senkrecht nach oben zum Mittelfinger. Bei einigen Menschen ist sie weniger stark oder gar nicht ausgeprägt. Sie soll aufzeigen, wie stark äußere Umstände das Leben einer Person beeinflussen.
Daneben werden noch weitere Linien wie Liebeslinien, Kinderlinien und Raszetten beschrieben.